# Lothar Grünewald
Lothar Grünewald (* 20. Mai 1935 in Halle/Saale; † 2001) war ein deutscher Gebrauchsgrafiker.

## Leben und Werk
Grünewald absolvierte von 1950 bis 1953 eine Lehre als Dekorationsmaler und studierte danach bis 1956 am Institut für künstlerische Werkgestaltung Burg Giebichenstein in Halle. Nach dem Studienabschluss arbeitete er bis 1961 als Gebrauchsgrafiker bei der DEWAG Erfurt und bis 1965 als Atelierleiter der DEWAG Halle. Danach war er in Halle freischaffend als Gebrauchsgrafiker tätig. Grünewald erlangte vor allem als Briefmarkengestalter Bedeutung. Er beteiligte sich von 1959 bis 1990 an den Ausschreibungen der Deutschen Post, die 111 seiner Entwürfe realisierte. Sein Erstlingswerk war 1959 eine Serie von 10 Marken „10 Jahre DDR“, sein letztes in der DDR die Marke „25 Jahre antifaschistischer Schutzwall“. Er bediente jedoch nicht nur staatstragende politische Themen, sondern auch solche wie „Mineralien aus den Sammlungen der Bergakademie Freiberg“ (jeweils sechs Werte 1969, 1972 und 1974), „Heimische Orchideen“ (1976, sechs Werte) oder „Geophysik“ (1980, vier Werte). Grünewald gestaltete u. a. auch politische und Veranstaltungs-Plakate und weitere gebrauchsgrafische Werke wie Prospekte und Logos. Von 1968 bis 1977 sowie 1980 wurden Arbeiten von ihm in Berlin als „Beste Plakate des Jahres“ ausgezeichnet. Er war bis 1990 Mitglied des Verbands Bildender Künstler der DDR.
Auch nach der deutschen Wiedervereinigung war Grünewald als Briefmarkengestalter erfolgreich. Bis 1987 edierte die Deutsche Bundespost elf von ihm designte Marken, darunter 1991 „Libellen“ mit sieben Werten und „Weltmeisterschaften im Bob-Sport Altenberg 1991“ (Kleinbogen mit Sondermarke).
Im Freundeskreis trug Grünewald wegen der Namensgleichheit mit Mathias Grünewald den Namen „Mathes“. Die Gebrauchsgrafikerin Christa Gabriel (* 1936) war seine Lebensgefährtin. Er war u. a. mit Wolfgang Zessin befreundet.

## Teilnahme an wichtigen Ausstellungen in der Zeit der DDR
- 1962 bis 1988: Dresden, Fünfte Deutsche Kunstausstellung bis X. Kunstausstellung der DDR
- 1970: Berlin, Altes Museum („Im Geiste Lenins“)
- 1975 und 1979: Halle, Bezirkskunstausstellungen
- 1977: Leipzig, Messehaus am Markt („Kunst und Sport“)
- 1979/1980: Hannover, Kunstverein Hannover („Kunst aus der DDR. Bezirk Halle“)
- 1981: Dresden, Ausstellungszentrum am Fučík-Platz („25 Jahre NVA“)
- 1988: Berlin, Ausstellungszentrum am Fernsehturm („America latina. Lateinamerika in der bildenden Kunst der DDR“)